# (S)-3-氨基四氢噻吩-2-酮
(S)-3-氨基四氢噻吩-2-酮是一种有机化合物，化学式为C4H7NOS。它在氢氧化钠存在下水解，可以得到L-高半胱氨酸；它和碘甲烷反应，可以得到蛋氨酸。它的质子化发生在氨基上。